# Ypthima yunnanana
Ypthima yunnanana är en fjärilsart som beskrevs av Swinhoe 1915. Ypthima yunnanana ingår i släktet Ypthima och familjen praktfjärilar. Inga underarter finns listade i Catalogue of Life.